# Gorobilje
Gorobilje (en serbe cyrillique : Горобиље) est une localité de Serbie située dans la municipalité de Požega, district de Zlatibor. Au recensement de 2011, elle comptait 1 274 habitants.
Gorobilje est officiellement classé parmi les villages de Serbie. Le village possède une église en bois remontant au début du XVIIIe siècle.

## Démographie

### Évolution historique de la population
| 1948  | 1953  | 1961  | 1971  | 1981  | 1991  | 2002  | 2011  |
| ----- | ----- | ----- | ----- | ----- | ----- | ----- | ----- |
| 1 579 | 1 553 | 1 712 | 1 617 | 1 546 | 1 522 | 1 506 | 1 274 |

|  |